# سیارک ۱۳۲۴۴۵
سیارک ۱۳۲۴۴۵ (به انگلیسی: 132445 Gaertner، نامگذاری:2002GD178) صد و سی و دو هزار و چهارصد و چهل و پنجمین سیارک کشف شده‌است که در ۱۴ آوریل ۲۰۰۲ کشف شد.